# Hüvelykujj-szembefordító izom

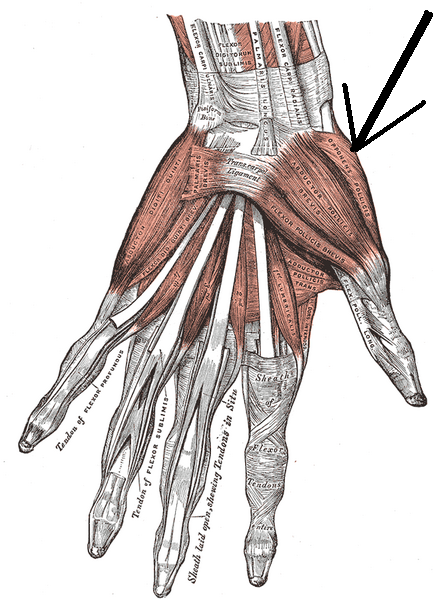
A tenyér izmai (a nyíl mutatja az apró izmot)

A hüvelykujj-szembefordító izom (latinul musculus opponens pollicis) az ember kezén található apró izom.

## Eredés, tapadás, elhelyezkedés
A hajlítóizmokat leszorító szalagról (retinaculum flexorum), a sajkacsont (os scaphoideum) és a trapézcsont (os trapezium) dudoráról ered. Az I. kézközépcsont (metacarpus) külső oldalán tapad.

## Funkció
Az I. kézközépcsonton keresztül húzza az egész hüvelykujjat és szembe fordítja a tenyérrel és a többi ujjal.

## Beidegzés, vérellátás
A nervus medianus (C8, T1) idegzi be és az arteria radialis tenyéri része látja el vérrel.